# Ẩn số tình yêu
Ẩn Số Tình Yêu (tựa tiếng Anh: Valentine's Day) là bộ phim hài lãng mạn Mỹ năm 2010 do Garry Marshall đạo diễn. Kịch bản phim do Katherine Fugate viết từ một câu chuyện của Fugate, Abby Kohn và Marc Silverstein.
Bộ phim có sự tham gia của Julia Roberts, Bradley Cooper, Ashton Kutcher, Jessica Alba, Patrick Dempsey, Anne Hathaway, Jessica Biel, Jamie Foxx, Jennifer Garner, George Lopez, Hector Elizondo, Kathy Bates, Emma Roberts, Carter Jenkins, Bryce Robinson, Alex Williams, Taylor Swift, Taylor Lautner, Eric Dane, Queen Latifah, Shirley MacLaine, và Topher Grace.

## Nội dung
Người bán hoa Reed Bennett (Ashton Kutcher) thức dậy và cầu hôn bạn gái Morley Clarkson (Jessica Alba), người đã đồng ý. Tuy nhiên, những người bạn thân của Reed, Alfonso Rodriguez (George Lopez) và Julia Fitzpatrick (Jennifer Garner), không ngạc nhiên khi Morley đột ngột thay đổi ý định và rời khỏi nhà Reed vài giờ sau đó.
Trên chuyến bay đến Los Angeles, Kate Hazeltine (Julia Roberts), một đại úy trong Quân đội Hoa Kỳ được nghỉ phép một ngày, kết bạn với Holden Wilson (Bradley Cooper). Kate phải bay một quãng đường dài để trở về nhà chỉ trong một thời gian ngắn, và Holden nói rằng cô phải thực sự thích làm như vậy. Khi máy bay hạ cánh và Kate phải đợi taxi rất lâu, Holden đề nghị cô sử dụng chiếc xe limousine của anh để về nhà kịp giờ.
Julia (Jennifer Garner), một giáo viên tiểu học, đã yêu bác sĩ phẫu thuật lồng ngực, Bác sĩ Harrison Copeland (Patrick Dempsey), nhưng không biết anh ta đã kết hôn với Pamela (Katherine LaNasa). Harrison nói với cô rằng anh cần đến San Francisco cho một chuyến công tác: trên đường đi, anh ghé vào tiệm hoa của Reed và đặt mua hai bó hoa - yêu cầu tùy ý. Muốn gây bất ngờ cho Harrison và bất chấp những lời cảnh báo của Reed, Julia bay đến San Francisco, tin rằng Reed đã sai. Julia phát hiện ra Harrison đã kết hôn và tìm thấy anh ta tại một nhà hàng địa phương. Cải trang thành nhân viên phục vụ, Julia tiếp cận Harrison khiến Pamela nghi ngờ.
Một trong những học trò của Julia, Edison (Bryce Robinson), đặt hoa từ tiệm hoa của Reed để gửi tặng giáo viên của mình. Julia gợi ý để Edison tặng hoa cho một cô bé tên Rani trong lớp của cậu, người đã phải lòng cậu, sau khi nói cho Edison biết ý nghĩa của tình yêu.
Người trông trẻ của Edison là Grace Smart (Emma Roberts) đang có ý định đánh mất trinh tiết với bạn trai Alex Franklin (Carter Jenkins). Kế hoạch thất bại khi mẹ của Grace phát hiện ra Alex đang khỏa thân trong phòng của Grace, đang tập lại một bài hát mà anh đã viết tặng cho Grace.
Ông bà của Edison, Edgar (Hector Elizondo) và Estelle Paddington (Shirley MacLaine), đang phải đối mặt với những rắc rối của cuộc hôn nhân kéo dài. Estelle thừa nhận với Edgar về việc bà từng ngoại tình với một người đối tác kinh doanh của ông từ rất lâu. Mặc dù bà thành thật xin lỗi, nhưng Edgar rất khó chịu.
Những người bạn trung học của Grace, Willy Harrington (Taylor Lautner) và Felicia Miller (Taylor Swift), đang trải qua sự tươi mới của tình yêu mới, và đã đồng ý chờ đợi để được quan hệ tình dục.
Sean Jackson (Eric Dane), một cầu thủ bóng bầu dục chuyên nghiệp đồng tính khép kín, đang dự tính kết thúc sự nghiệp của mình với nhà báo Kara Monahan (Jessica Biel) và người đại diện của anh ta là Paula Thomas (Queen Latifah). Kara đang tổ chức bữa tiệc "Tôi ghét Ngày lễ tình nhân" hàng năm của cô, nhưng nhanh chóng trở nên quan tâm đến phóng viên thể thao Kelvin Moore (Jamie Foxx), người được sếp của anh ta là Susan Moralez (Kathy Bates) giao nhiệm vụ.
Thay thế cho thư ký vắng mặt của Paula là một trong những lễ tân của công ty, Liz Curran (Anne Hathaway), người hẹn hò với thư ký phòng thư Jason Morris (Topher Grace). Jason bị sốc khi thấy Liz làm công việc nói chuyện tình dục qua điện thoại. Liz giải thích rằng cô làm việc này chỉ vì cô có một khoản nợ 100.000 đôla. Jason rất buồn, nhưng cuối cùng đã hòa giải với cô sau khi thấy Edgar tha thứ cho Estelle.
Sean cuối cùng cũng xuất hiện trên truyền hình quốc gia, và Holden, người yêu của Sean, quay lại với anh ta. Kate về nhà vào đêm muộn để thăm con trai của cô, Edison. Willy đưa Felicia về nhà sau một buổi hẹn hò và họ hôn nhau. Kelvin và Kara chơi đùa ở đài tin tức của Kelvin, nơi họ hôn nhau sau đó. Alfonso ăn tối với vợ, còn Grace và Alex đồng ý đợi một thời gian sau để quan hệ tình dục. Edgar và Estelle hòa giải và thực hiện lại lời thề trong hôn nhân, Pamela đã rời bỏ Harrison vì sự không chung thủy của anh ta và Morley cố gắng gọi cho Reed, người đang bắt đầu tình yêu mới với Julia. Paula nhận được cuộc gọi từ một khách hàng khổ dâm của Liz và thích thú khi thể hiện sự bạo dâm của mình.

## Diễn viên
Vai chính
- Ashton Kutcher - Reed Bennett
- Jennifer Garner - Julia Fitzpatrick
- Anne Hathaway - Liz Curran
- Topher Grace - Jason Morris
- Hector Elizondo - Edgar Paddington
- Shirley MacLaine - Estelle Paddington
- Julia Roberts - Đại úy Kate Hazeltine
- Bradley Cooper - Holden Wilson
- Jessica Alba - Morley Clarkson
- George Lopez - Alfonso Rodriguez
- Bryce Robinson - Edison Hazeltine
- Patrick Dempsey - Bác sĩ Harrison Copeland
- Alex Williams - Josh Curts
- Emma Roberts - Grace Smart
- Carter Jenkins - Alex Franklin
- Taylor Lautner - Willy Harrington
- Taylor Swift - Felicia Miller
- Eric Dane - Sean Jackson
- Jessica Biel - Kara Monahan
- Jamie Foxx - Kelvin Moore
- Queen Latifah - Paula Thomas
- Katherine LaNasa - Pamela Copeland
- Kathy Bates - Susan Moralez

Vai phụ
- Brooklynn Proulx - Madison Copeland
- Jonathan Morgan Heit - Tough Franklin
- Beth Kennedy - Bà Claudia Smart
- Kristen Schaal - Bà Gilroy
- Joe Mantegna - Người lái xe
- Nigel Quashie - Huấn luyện viên